# Pnoepyga albiventer
Pnoepyga albiventer là một loài chim trong họ Pnoepygidae.